# Sojuz TMA-04M
Sojuz TMA-04M (ryska: Союз ТMA-04M) var en flygning i det ryska rymdprogrammet. Flygningen transporterade Gennadij Padalka, Sergei Revin och Joseph Acaba till och från Internationella rymdstationen ISS.
Farkosten sköts upp från Kosmodromen i Bajkonur den 15 maj 2012 med en Sojuz-FG-raket. Farkosten dockade med rymdstationen den 17 maj 2012.
Den 16 september 2012 lämnade man ISS. Några timmar senare återinträdde den i jordens atmosfär och landade i Kazakstan.
I och med att farkosten lämnade rymdstationen var Expedition 32 avslutad.